# Gehrenspitze
Gehrenspitze är en bergstopp i Österrike.   Den ligger i distriktet Reutte och förbundslandet Tyrolen, i den västra delen av landet, 400 km väster om huvudstaden Wien. Toppen på Gehrenspitze är 2 163 meter över havet, eller 313 meter över den omgivande terrängen. Bredden vid basen är 1,3 km. Gehrenspitze ingår i Tannheimer Gebirge.
Terrängen runt Gehrenspitze är bergig söderut, men norrut är den kuperad. Runt Gehrenspitze är det ganska glesbefolkat, med 26 invånare per kvadratkilometer.. Närmaste större samhälle är Reutte, 5,0 km öster om Gehrenspitze. 
I omgivningarna runt Gehrenspitze växer i huvudsak blandskog.